# Cinnamomum walaiwarense
Cinnamomum walaiwarense är en lagerväxtart som beskrevs av André Joseph Guillaume Henri Kostermans. Cinnamomum walaiwarense ingår i släktet Cinnamomum och familjen lagerväxter. Inga underarter finns listade i Catalogue of Life.